# Otto den rike
Otto den rike, född 1125, död 18 februari 1190, son till Konrad den store, som han efterträdde som markgreve av Meissen, 1156–1190.
Barn:
- Albrekt den stolte
- Adelheid av Meissen
- Didrik den beträngde
- Sofia